# Elizabeth Berridge
Elizabeth Berridge (* 2. května 1962, New Rochelle, New York, USA) je americká filmová a divadelní herečka. Je známa z filmu Miloše Formana Amadeus, kde ztvárnila Mozartovu manželku Konstanci.

## Životopis
Narodila se v New Rochelle v New Yorku v rodině sociální pracovnice a právníka.
Již na základní škole začala hrát a zpívat. Odmaturovala na Mamaroneck High School a dále studovala herectví v Strasberg Institute. Jejím prvním filmem byl horor Panoptikum, ale nejvíce se proslavila rolí Constanze Mozartové ve filmu Amadeus.
Vdala se za herce Kevina Corrigana, se kterým se objevila ve filmu Zlom vaz.

## Filmografie
- 2010 Please Give – Elyse
- 2004 Ohnivý oceán – Annie
- 1993 Když skončí večírek – Frankie
- 1984 Amadeus – Konstance
- 1981 Panoptikum – Amy